# Stoki (województwo łódzkie)
Stoki – wieś w Polsce położona w województwie łódzkim, w powiecie bełchatowskim, w gminie Drużbice.
W XIX w. kolonia włościańska w gminie Wadlew powiatu piotrkowskiego guberni piotrkowskiej, przynależna do parafii w Drużbicach, wchodziła w skład dóbr Dróżbice, liczyła 370 mieszkańców w 57 domach.
W latach 1975–1998 miejscowość położona była w województwie piotrkowskim.

## Urodzeni w Stokach
- Ryszard Paszko (1878–1940), pastor ewangelicki, senior, zwierzchnik Głównego Urzędu Duszpasterskiego Wyznania Ewangelicko-Augsburskiego w Wojsku Polskim, ofiara zbrodni katyńskiej.